# Ace Ventura: Psi detektyw
Ace Ventura: Psi detektyw (ang. Ace Ventura: Pet Detective) – amerykański film komediowy z 1994 roku w reżyserii Toma Shadyaca. Pierwsza z trzech części przygód Ace Ventury.

## Fabuła
Ace Ventura (Jim Carrey) to ekscentryczny prywatny detektyw i samozwańczy psi detektyw. Akcja filmu rozpoczyna się w momencie, kiedy z delfinarium w Miami w przededniu najważniejszego meczu w sezonie (finał Super Pucharu) ginie delfin butlonosy Śnieżynek, będący maskotką klubu futbolowego Miami Dolphins. Ace Ventura zostaje wynajęty przez dyrekcję klubu i rozpoczyna poszukiwania. Podejrzenie pada na miliardera i filantropa Ronalda Camp (Udo Kier), który jest jednocześnie sponsorem klubu. W tym samym czasie dochodzi do porwania jednego z najważniejszych graczy drużyny – Dana Marino (Dan Marino). Trop prowadzi do wewnętrznego konfliktu w drużynie. Podczas śledztwa Ace ma trudności przy współpracy z miejscową policją. Bohater angażuje się w relację z menadżerką klubu Melissą (Courteney Cox). Ace odkrywa, że jeden z graczy niegdyś należących do klubu, Ray Finkle, był prześladowany za nieumiejętną grę, po czym zaginął. Staje się on przez to głównym podejrzanym. Po przeniknięciu do szpitala psychiatrycznego Ventura dowiaduje się, że Louis Einhorn (Sean Young), policjantka która z nim flirtowała, to w rzeczywistości Ray Finkle, który zmienił tożsamość (film nie ujawnia czy Ray Finkle jest osobą transpłciową, czy transwestytą). Film kończy się odzyskaniem delfina Śnieżynka, ujawnieniem tożsamości Finkle'a / Einhorn, oraz uhonorowaniem Ace Ventury jako bohatera.

## Obsada
- Jim Carrey – jako Ace Ventura
- Courteney Cox – jako Melissa Robinson
- Sean Young – jako Lois Einhorn
- Dan Marino – jako on sam
- Udo Kier – jako Ronald Camp

## Nagrody i nominacje
- 1995 – nominacja Złota Malina w kategorii najgorszy debiut aktorski
- 1995 – Kids Choice w kategorii ulubiony aktor filmowy
- 1994 – nominacja Złoty Popcorn w kategorii najlepsza rola komediowa